# Sitio de Cúcuta
El sitio de Cúcuta fue un episodio bélico dentro del marco de la Guerra de los Mil Días sucedido entre junio y julio de 1900. La ciudad de Cúcuta era un baluarte estratégico porque el ejército liberal esperaba refuerzos provenientes de Venezuela. Los nacionalistas buscaban bloquear tal intento.

## Toma de la ciudad de Cúcuta
La ciudad de Cúcuta entró a jugar un papel importante debido a que su población era de mayoría Liberal y muchos se habían radicalizado contra el gobierno. La población fue atrincherada y sitiada por los liberales radicales. 

### Causas del sitio
Una vez terminada la batalla de Palonegro y derrotados los revolucionarios, el general Próspero Pinzón reunió en Bucaramanga su Estado Mayor para elegir el general más destacado y encargarle el mando de las tropas que deberían ir a Cúcuta, a debelar las fuerzas revolucionarias que ocupaban dicha plaza, desde que el grueso de la revolución había pasado a Palonegro. Se nombró al general Ramón González Valencia para esta misión.
Mientras, en Cúcuta se encontraba el general Benjamín Ruiz al mando. Este había llegado aquí debido a que cuando el general Herrera y el general Uribe marcharon con sus ejércitos revolucionarios desde Cúcuta hacia Palonegro, quedó encargado de la defensa de aquella plaza el general Rafael Camacho L. con 600 hombres mal equipados. Debido a una grave enfermedad de éste, fue remplazado por el General Ruiz. 
El general Ruiz al mando de la ciudad, debió enfrentarse ante los gobiernistas quienes pretendían revindicarla bajo su mando.

### Efectos gubernamentales
Los efectivos que defendían el gobierno y que van al sitio de Cúcuta fueron los sobrevivientes de Palonegro excepto las guarniciones de Bucaramanga y Pamplona, y la división que se dejó a órdenes del general Próspero Márquez para ir a Cáchira e impedir al ejército del general Uribe, que andaba en Abrego, se dirigiera a Cúcuta y prestara ayuda a la revolución.
Las divisiones completas que actuaron directamente fueron: la 3a al mando del general Aurelio Parra, con sus batallones Cúcuta, Chinácota, Páez, Pamplona, Pamplonita, Gramalote, Patriota, Canal, Arboledas n.º 1, Arboledas n.º 2, Girardot, Silos, Rifles, Toledo y Sucre. También concurrió la 10a división al mando del general Manuel Medina.
El batallón Cúcuta, al mando de los generales Luis y José María Morales Berti, ocupó la asa de Tulia Echeverría en el sitio denominado- “El Cocal” o sea al norte de la ciudad, avenida 5a con la calle 7a• A este batallón perteneció el mayor Lucio Andrade Berti, quien se fugó de las trincheras para ingresar a las fuerzas gobiernistas. El batallón Casabianca se atrincheró en el Hospital San Juan de Dios, entre las avenidas 1a y calles 12 y 13. El batallón Gramalote se situó en la casa del crucero de la avenida 4a con calle 13.

### Efectos liberales
El general Ruiz pasó la frontera portando 500 rifles mannlicher de 10 tiros cada uno, y otros armamentos traídos de Venezuela. Entre los oficiales que traía estaban Rafael Oquendo, los capitanes Ibarra, Blasco, Valbuena, Bessony Marchens. Por tanto las fuerzas que resistieron el sitio de Cúcuta llegaron a 1.200 hombres, contando los 600 que dejó en armas el general Vargas Santos, jefe supremo revolucionario, los 500 venidos de Venezuela con el general Ruiz, y 100 civiles que se reclutaron para entrenarlos mientras empezaba el sitio.
El general Ruiz dividió su gente en dos Brigadas, y encargó del mando de la Primera al coronel Juan Francisco Garay, y de la Segunda al coronel Manuel Valero. Nombró jefe de Estado Mayor al coronel Aníbal Meléndez, y los aseguraban los coroneles Enrique Valencia, Eleázar Guerrero, Pedro Duarte, Arturo Ramírez Materos y Pedro Rarigel. Otros oficiales revolucionarios de diferente graduación fueron: Emilio Quintero, Abelardo Madariaga, Renato Rangel, Salvador López, Víctor M. Llanos, Ramón Arenas, José Moyano, Fructuoso Soto, Daniel Hernández Villamizar, Luis Garbiras, Rodolfo Garbiras, Luis Arámbula y uno de los hermanos Ararat.

### Hechos
Una vez el general Benjamín Ruiz se encontró guarnecido en la ciudad de Cúcuta se dispuso a buscar el modo de lograr una larga resistencia contra el gobierno. Para ello la idea fue de construir trincheras en las bocacalles y así resistir el enemigo. Es esta táctica la que procuró el llamado sitio de Cúcuta. Se vio un pueblo luchando contra dos fuerzas: la de los revolucionarios que los encerraban y la de los gobiernistas que los asediaban junto con los rebeldes.

### Trincheras
Estas fueron construidas a cada dos cuadras de las cuatro esquinas del parque Santander y en las bocacalles intermedias. El arquitecto que diseñó estas fuertes defensas fue el Doctor José Jacinto Manrique. 

#### Construcción
Según la descripción de Guillermo Solano Benítez las trincheras ocupaban el ancho de una calle, o sean 16 metros, e iban de una esquina a la vecina; tenían forma de arco elíptico, a fin de asegurar puntería por el frente y a izquierda y derecha; consistían en durmientes o traviesas de los usados en la construcción de vías férreas, de más de dos metros de largo, tendidos horizontalmente sobre el suelo, espaciados ochenta centímetros; sobre ellas se tendió un emparrillado de alambre de púas, de hebras tupidas, de modo que era imposible que el enemigo pisase sobre ellos, porque en - redaban y despedazaban los pies de quien se aventurase a pasarlas. Hacia el fondo de este emparrillado en su parte de adentro se elevaron verticalmente en el suelo durmientes consecutivos, que también se cubrían de alambre; y en varias trincheras, las más importantes, se pusieron refuerzos rieles de ferrocarril, y sobre ellos se elevaron nuevas traviesas, quedando el atrincheramiento con dos plantas, lo que permitía doble línea de tiradores. La primera línea era la del duelo en la cual se ocultaban los soldados hundiéndose en fosas cavadas al pie de durmientes.

#### Localización
Las 17 trincheras construidas por los revolucionarios se encontraban localizadas del siguiente modo:
1. Entre las dos esquinas de la calle 12 con avenida 3a al frente del Parque Colón (llamada Plazuela del Carmen).
2. Entre las dos esquinas de la calle 11 con avenida o a noroeste.
3. Entre las dos esquinas de la calle 10 con avenida 3a al noroeste Tienda “ La Roca” ). Era la calle por donde
4. Entre las dos esquinas de la avenida 5a sobre la calle 8a ( Esquina de la Familia Viccini Armas ) ( Boca calle sur ).
5. Entre las dos esquinas de la avenida 6a sobre la calle 8a (Esquina de la Familia Ramírez Berti ) ( Boca calle sur ) ( Avenida de paso del tren ).
6. Entre las dos esquinas de la avenida 6a sobre la calle 8a Esquina de la antigua oficina del Ferrocarril de Cúcuta
7. Entre las dos esquinas este de la calle 8a sobre la avenida 8. ( Esquina noroeste del parque Mercedes Abrego, casa de don Aristides García Herreros ).
8. Entre las dos esquinas este de la calle 9a sobre la avenida 8a Esquina sureste del Parque Mercedes Abrego, casa de las señoritas Eva y Ascensión Briceño).
9. Entre las dos esquinas Este de la calle 10a sobre la avenida 8a (Antiguo centro de diversión llamado “La India”).
10. Entre las dos quinas Este de la calle 11 sobre la avenida 8a llamada” Puerto Arturo “, frente a la casa de la señora Rosa Espitia ).
11. Entre las dos esquinas Este de la 12 sobre la avenida 8a• Esquina de la casa de don Salomón Ramírez).
12. Entre las dos esquinas Norte de la avenida 7a sobre la calle 13. Esquina de la casa de Jesús Gutiérrez).
13. Entre las dos esquinas Sur de la avenida 6a sobre la calle 13 y 14 Esquina de la antigua cervecería de Santander).
14. Entre las esquinas Sur de la avenida 5a sobre la calle 13 (Casa del Presbítero Marcos Hernández).
15. Entre las esquinas Sur de la avenida 4a sobre la calle 12 (Casa de Florentino González).
16. Entre las esquinas Sur de la avenida5a sobre la calle 11 frente al parque Santander.[2]

### Iniciación
“El día 11 de junio de 1900 quedaron terminadas las trincheras y por tanto encerrado el centro de la ciudad. Pero antes del cierre se hizo salir de ella el mayor número de familias que en nutridas caravanas tomaban el camino de la frontera con Venezuela, especialmente las de filiación liberal, pues a las nacionalistas se les negaba el requerido ”salvoconducto” para abandonar la ciudad.
El 12 de junio las fuerzas gobiernistas se presentaron por el sur de Cúcuta, en número de unos 6.000 soldados, acampando en las veredas de” El Pórtico “ y “ La Vega “. La entrada se hizo por las vías de “ El Resumen” y de “Los Vados “ las cuales concurren el Puente de San Rafael. Las manzanas situadas al sur de la ciudad y fuera de las trincheras fueron ocupadas rápidamente y sin esfuerzos por el gobierno, hasta aproximarse a las trincheras y ocupar las casas vecinas frente a ellas, aspillerando las paredes para asegurar la puntería. El cerco se produjo distribuyendo los batallones en contorno de la ciudad rodeada de trincheras . De este modo la revolución tuvo que atender a muchos frentes, pues las trincheras, eran muchas, y extenso el perímetro de la línea defendida. El gobierno escogió como sitio estratégico para la artillería una eminencia al sur de la ciudad conocida con el nombre de” Piedra del Galembo “. Desde allí operaba el general Juan Francisco Urdaneta, con sus cañones y su batallón. Los objetivos principales eran la torre de San José, vuelta un cendal por las granadas, y el fortín de la avenida 6 arriba de la calle 13.
El Coronel Juan Francisco Garay, jefe de la 1a Brigada, acompañado del Comandante Segundo Ruiz y sus oficiales, hizo una salida del fortín, para tomarse por asalto la Artillería, pero fue inútil su intento y varias las pérdidas que sufrió. Salidas semejantes se hicieron de otras trincheras pero ante los rechazos experimentados y lo infructuoso de los intentos, la Revolución optó por reducir su resistencia dentro de las trincheras, circunscrita la lucha a las casas y paredes que exteriormente rodeaban las trincheras , se combatió durante tres semanas, teniendo de por medio Solamente el ancho de las calles.
Así se explica el estado de destrucción en que quedaron las casa y edificios y que muestran las fotografías que publicamos. Durante todo el asedio se practicó el bombardeo desde” La Piedra del Galembo” sobre la torre de la Iglesia de San José, puertas de su campanario. La solidez de esta torre quedó demostrada en el sitio, pues no obstante el sinnúmero de impactos, no fue derrumbada. Al bombardeo de la torre respondieron seis oficiales mandados por el Mayor Abelardo Madariaga, quienes cumplieron su doble misión de atalayas y de tiradores, pues mediante el teléfono instalado interiormente mantenían al estado Mayor al corriente de los movimientos del enemigo, y se contestataban con disparos de manlincher a las granadas de la artillería gobiernista. Esos oficiales eran: Roberto Marín, Fructuoso Soto, Francisco Márquez, un joven Ruiz de Santiago y dos más de Ocaña, de apellidos Niño y del Real. Algunas mujer del pueblo subían a la torre para llevarles café y municiones, destacándose entre ellas una muy varonil llamada Carmen Jaimes.

### Damas apresadas como rehenes por la revolución
Temerosa la revolución de que la ciudad fuese tomada y destruida a sangre y fuego, el general Ruiz dio la orden de que las señoras cercanas al gobierno, que residieran fuera de las trincheras o dentro de ellas fueran recluidas en casas honorables en calidad de rehenes. Parte de las familias que fueron aprehendidas se habían concentrado en las casas de doña Juana Mora de Riedel (madre de Mariana Riedel de Hernández ) y de doña Victoria de Berti. Estas casas situadas en la avenida 6a con calles 7a y 8a, se comunicaban interiormente por sus solares. La familia Jordán, que también fue detenida, habitaba fuera de trincheras en la avenida 4a con calles 14 y 15.
Las prisioneras fueron conducidas a las casas de reclusión sin permitírseles llevar nada consigo, pues el sargento y su escolta encargados de ejecutar la detención manifestaron tener orden de conducir solamente sus personas. Pero al día siguiente el señor José Ignacio Vargas Vila y el coronel Manuel Valero les permitieron hacer traer de sus casas las prendas y enseres de uso personal, lo mismo que artículos alimenticios. La provisión de vinos, rancho, uvas, dulces, etc. se hizo del Almacén del general gubernamental don José Agustín Berti.
Las familias prisioneras como consecuencia de la prolongación del sitio donde empezaron a experimentar los sufrimientos del asedio, del encierro, de la alimentación escasa e inadecuada, y lo que fue más grave, la acción de las enfermedades. En ellas como en todos los sitiados, hacían estragos el tifo, la disentería y la viruela. Dn. Luis Febres Cordero y Dn. Julio Ferrero agonizaban y recibían los últimos auxilios cristianos de defunción. Aterradas y desesperadas con tal situación se dirigieron por escrito al general González Valencia pidiéndole interceptara el agua de la toma que proveía a Cúcuta para que la falta de este elemento vital obligase a la revolución a desocupar la ciudad. Pero el general González Valencia no quiso tomar aquella medida, precisamente por consideración con las señoras prisioneras”

### Prolongación del sitio
“Corría la quinta semana del sitio y la rendición de la ciudad no se obtenía, firme como estaba el general Ruiz en resistir hasta el fin sin omitir sacrificio.
Finalmente el 13 de julio de 1900 se inició el asalto a las trincheras: el batallón Casabianca irrumpió del Hospital de Caridad, atravesó el parque Colón y en forma incontenible se lanzó sobre la trinchera de la avenida 3a con calle 12, llegando su arrojo temerario a disparar por encima de las alambradas, mientras otros cortaban a machete las hebras de alambre. La mortandad fue terrible de parte y parte, pero el abordaje de la trinchera no se obtuvo porque la casi totalidad del batallón fue barrido por los defensor atrincherados. La calle quedó cubierta de combatientes, lo mismo que el interior de la trinchera cuyas zanjas sirvieron de sepultura a los propios defensores. La trinchera asaltada estuvo al mando del general Rafael Oquendo. A su lado se batió bravamente su ayudante Abelardo Madariaga, y fueron los actos destacados de valor de este oficial en la lucha cuerpo a cuerpo con los asaltantes, los que le conquistaron su ascenso a mayor el mismo día 13. Durante la noche de este día el batallón Gramalote, valiéndose de grandes bolas de trapo y de bagazo de cañas empapadas en petróleo, consiguió incendiar la trinchera de los Balkanes en la avenida 4a con calle 13. Este incendio llenó de furia a los revolucionarios, y aun cuando en la madrugada del día 4 intentó reconstruirla con ladrillo el coronel Manuel Valero, fue tomada en el curso de este día lo mismo que la de la avenida 3a Fue así como la revolución desplazada de sus dos primeras trincheras, se refugió en la trinchera construida en la esquina de Dn. Florentino González, avenida 4a con calle 12.
Correspondió al batallón Tenerife la toma de esta 3a trinchera, repitiendo el asalto temerario de los batallones Casabianca y Gramalote. Esta trinchera fue tomada a sangre y fuego y con mortandades recíprocas, más fuertes para los sitiadores por carecer cada día de elementos de defensa. Los asaltos continuaron sobre las trincheras de las avenidas 5a 6a y 7a hasta estrechar la revolución a la trinchera del parque Santander y a las del norte de la calle 8a

## Abandono del sitio
En la noche del 15 de julio la revolución ante el estrechamiento a que había sido reducida y siendo imposible resistir por un día más, pues las municiones estaban agotadas, y las tropas defensoras se habían reducido a una tercera parte, no solo por el fuego enemigo sino por las enfermedades suscitadas en toda la ciudad sitiada, el jefe de la plaza general Benjamín Ruiz ordenó la evacuación hacia la media noche. El Estado Mayor encabezó la desocupación, y se ordenó al coronel Valero dirigir la retaguardia. Los primeros cuerpos lograron salir ocultamente y en orden por los potreros de La Garita, pero los de Retaguardia fueron descubiertos y perseguidos por el batallón Cúcuta, situado en “El Cocal “, muy cerca de La Garita Comandaban este batallón los hermanos Luis y José María Morales Berti. La persecución fue inclemente y mortal para la retaguardia. Su jefe el coronel Valero, ascendido después de muerto a general, perdió la vida a manos de los perseguidores. El mayor Ignacio Andrade Berti fue recogido herido con grave cinturonazo en la cabeza, del cual logró curar. La revolución en su huida atravesó las haciendas de” La Ceiba “ propiedad de Don Juan Bosch, y de” El Tiro “, perteneciente a los Sayagos; cruzó enseguida el río Táchira por el llamado ‘ Paso del Burro “, y llegó a Ureña, en Venezuela.
El centro de la ciudad, o la parte encerrada por las barricadas, quedó en escombros por efecto de los tiroteos y los incendios. A partir del 16 las epidemias se desarrollaron con mayor intensidad y extensión, pues los cadáveres hacinados en las fosas de las trincheras, cubiertos apenas con latas de zinc, entraron en descomposición, extendiéndose rápidamente el tifo negrea el comercio de Cúcuta, que siempre ha sido fuerte e importante como puerto fronterizo, y que ha constituido su riqueza característica, fue perjudicado hondamente, porque constituyó el principal abastecimiento de la revolución en víveres, licores, rancho y telas, aparte de las contribuciones de guerra que obligatoriamente se le impusieron por el general Ruiz. Fuera de esto sufrió nuevo aniquilamiento a la entrada de los vencedores, pues ya es sabido lo imposible que resulta para los jefes impedir los saqueos por parte de las tropas que en tales casos se dispersan y sustraen a las órdenes y vigilancia, para llevar a cabo reprobables abusos. Piénsese además que durante los 35 días que duró el asedio las fuerzas sitiado habían carecido de bebidas alcohólicas, las que ahora estaban a su disposición en almacenes y tiendas, los que fueron desocupados a mano fuerte, no lo para desquitarse de la abstención obligada, sino para resarcirse con el botín de guerra al cual consideraban con derecho en su condición de vencedores .
Un telegrama recibido de Bogotá cuatro días después de terminado el sitio relata lo acontecido: